# 阳邑站
阳邑站是位于中华人民共和国河北省武安市阳邑镇的一个铁路车站，邮政编码056305。车站建于1971年，有邯长铁路经过该站，现办理客货运业务，车站及其上下行区间均已电气化。车站距离邯郸站77公里，隶属中国铁路北京局集团，是四等站。
1. ↑  . 河北新闻网. 2019-12-16  [2021-01-08]. （原始内容存档于2021-01-10）. 该段管辖京广线窦妪站至小康庄站、邯长线林村站至北舍站、马磁线七公里站至磁山站及沙午线各站